# رونييليتون دا سيلفا باربوزا
رونييليتون دا سيلفا باربوزا (بالبرتغالية: Ronielson da Silva Barbosa) (11 مايو 1995 في البرازيل – ) ، المعروف باسم روني ، هو لاعب كرة قدم كان يلعب كمهاجم.

## وصلات خارجية
- رونييليتون دا سيلفا باربوزا على موقع رابطة كرة القدم اليابانية للمحترفين (اليابانية)
- رونييليتون دا سيلفا باربوزا على موقع قاعدة بيانات كرة القدم.إي يو (الإنجليزية)
- رونييليتون دا سيلفا باربوزا على موقع ليكيب (الفرنسية)
- رونييليتون دا سيلفا باربوزا على موقع ناشيونال فوتبول تيمز (الإنجليزية)
- رونييليتون دا سيلفا باربوزا على موقع Soccerway.com (الإنجليزية)
- رونييليتون دا سيلفا باربوزا على موقع عالم كرة القدم.نت (الإنجليزية)